# Mariene ecoregio Noordelijke Galapagoseilanden
De Mariene ecoregio Noordelijke Galapagoseilanden (172) (Engels: Northern Galapagos Islands marine ecoregion) is een biogeografische regio en ligt in het oosten van de Grote Oceaan in de Mariene provincie Galapagos (44) in het Marien rijk Tropische Oostelijke Stille Oceaan. De mariene ecoregio is vastgesteld door het World Wide Fund for Nature en The Nature Conservancy en is vernoemd naar de Galapagoseilanden.
In het noordoosten grenst het gebied aan de mariene ecoregio Cocoseilanden (169), in het zuidoosten aan de mariene ecoregio Oostelijke Galapagoseilanden (173) en in het zuidwesten aan de mariene ecoregio Westelijke Galapagoseilanden (174).

## Geografie
De mariene ecoregio ligt in het oosten van de Grote Oceaan rond het noordelijk deel van de Galapagoseilanden van Ecuador. Het gebied ligt in de wateren rondom de eilanden Darwin en Isla Wolf en verder noordwaarts.
Door het gebied stroomt de Humboldtstroom en de Panamastroom.

## Biogeografie
Het gebied kent zeeleven dat houdt van tropische temperaturen.